# Florapark (Haarlem)
Florapark is een buurt in de Haarlemse wijk Haarlemmerhoutkwartier in stadsdeel Haarlem Zuid-West. De buurt telt zo’n 775 inwoners. De buurt ligt ingesloten tussen de Wagenweg in het noordwesten en de Dreef in het oosten. Aan de zuidzijde wordt de buurt begrensd door de Haarlemmerhout bij de Wilhelminalaan.
In deze buurt is ook het kleine gelijknamige stadspark Florapark gelegen. Het park wordt, net als het Frederikspark, omzoomd door statige laatnegentiende-eeuwse villa’s. In de punt van het park aan de zijde van de Dreef staat sinds 1900 het standbeeld van Frans Hals, gemaakt door de beeldhouwer Henri Scholtz.

## Fotogalerij

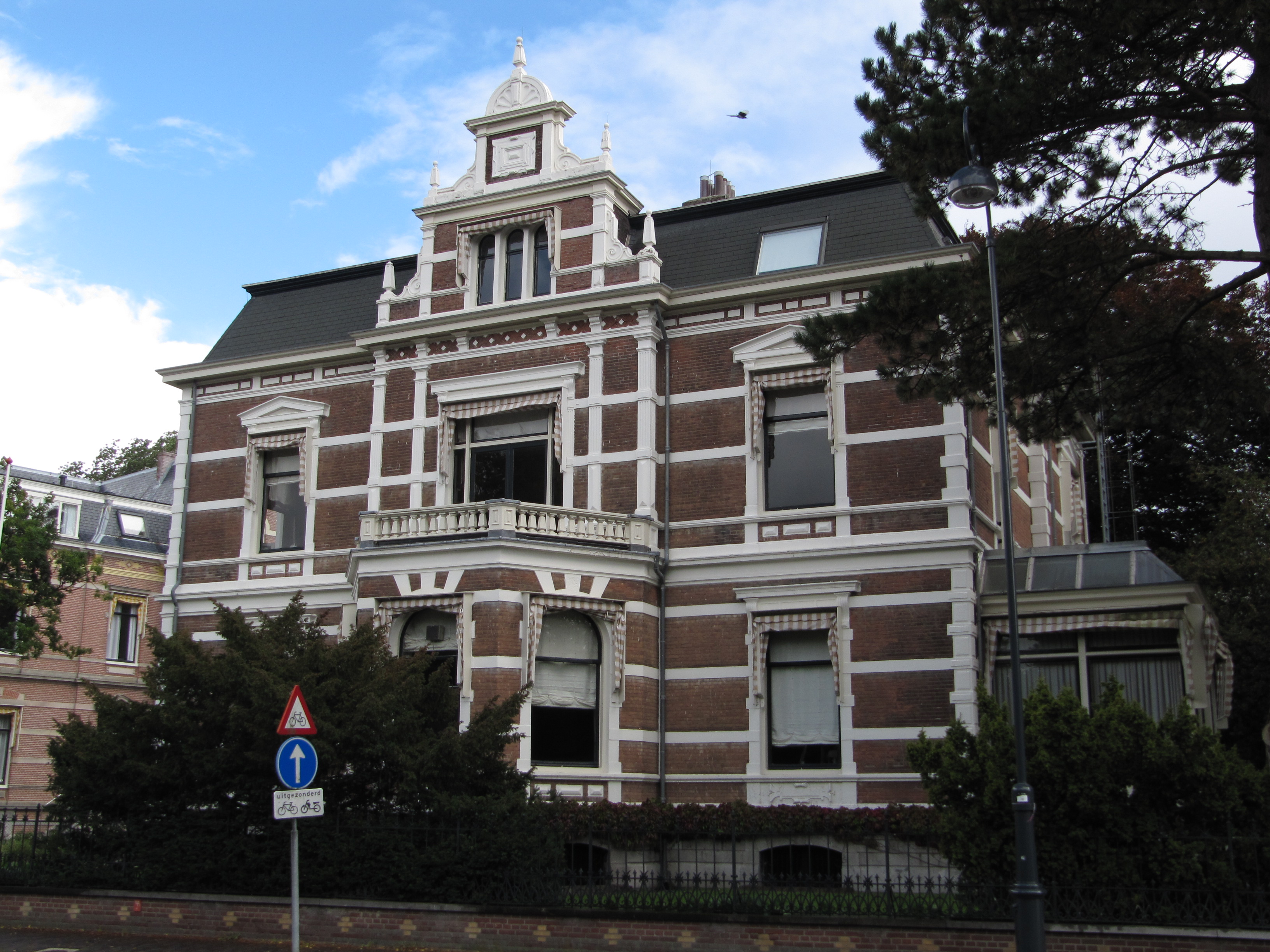
Florapark 5
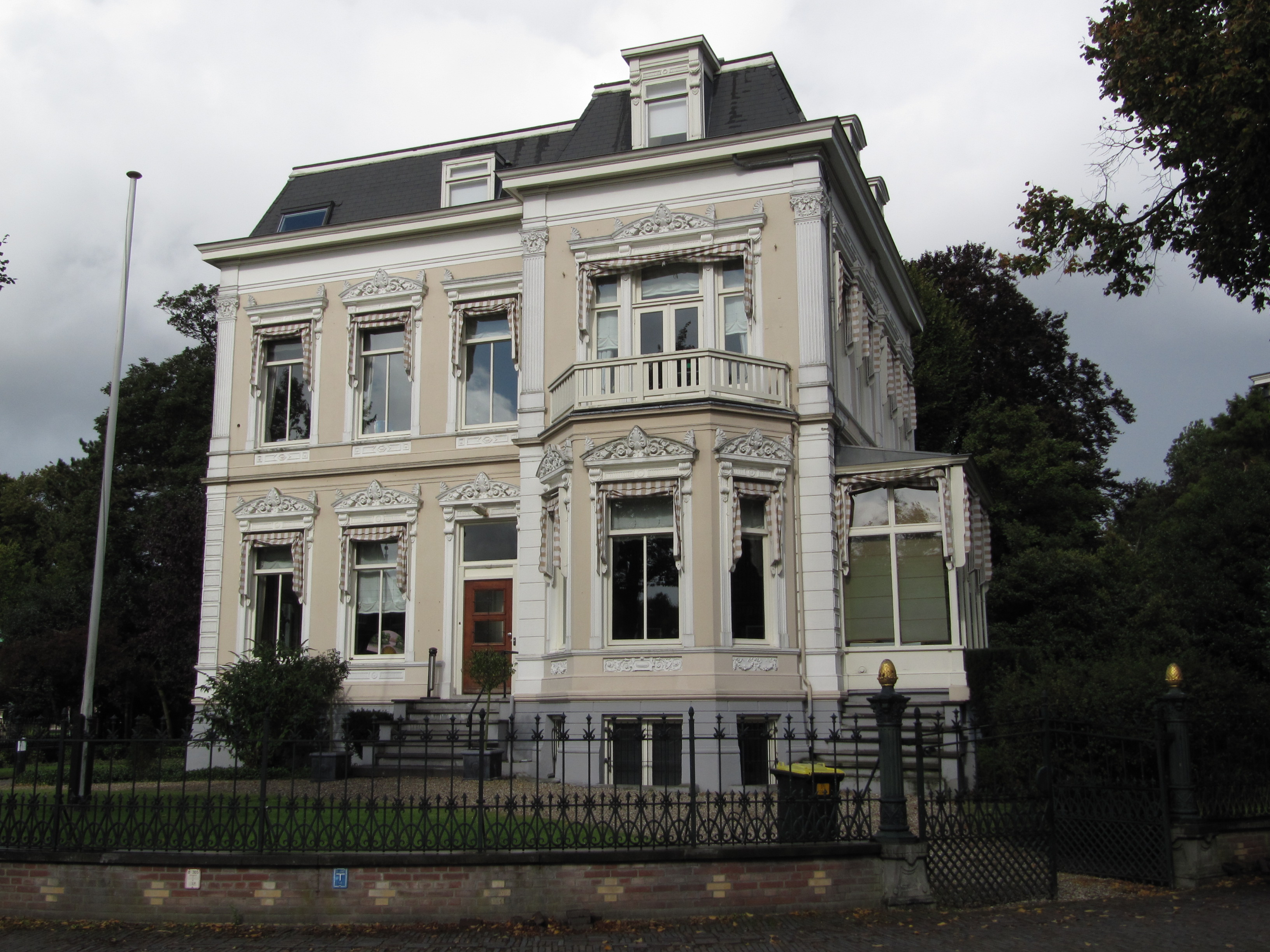
Florapark 6
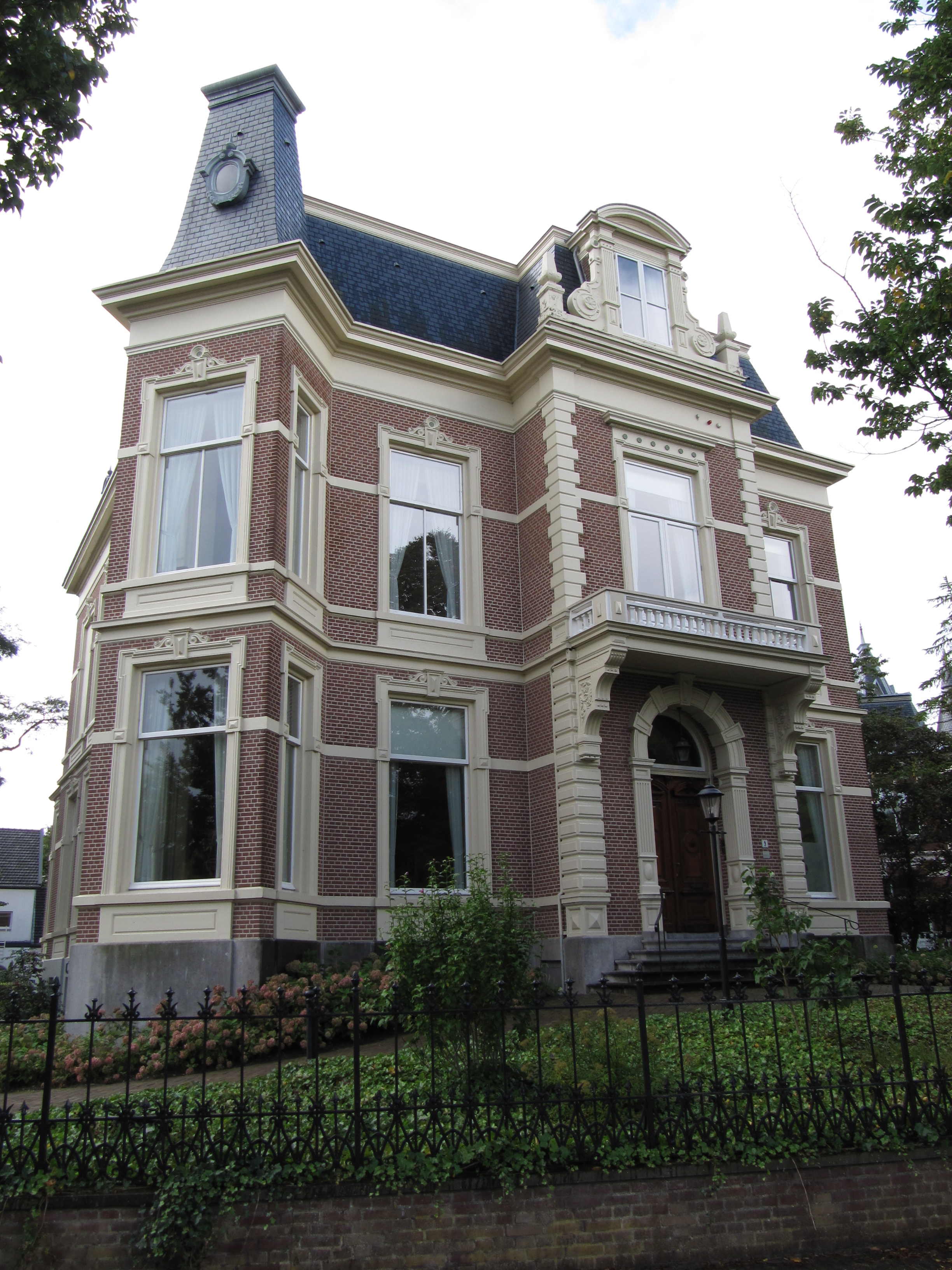
Florapark 9
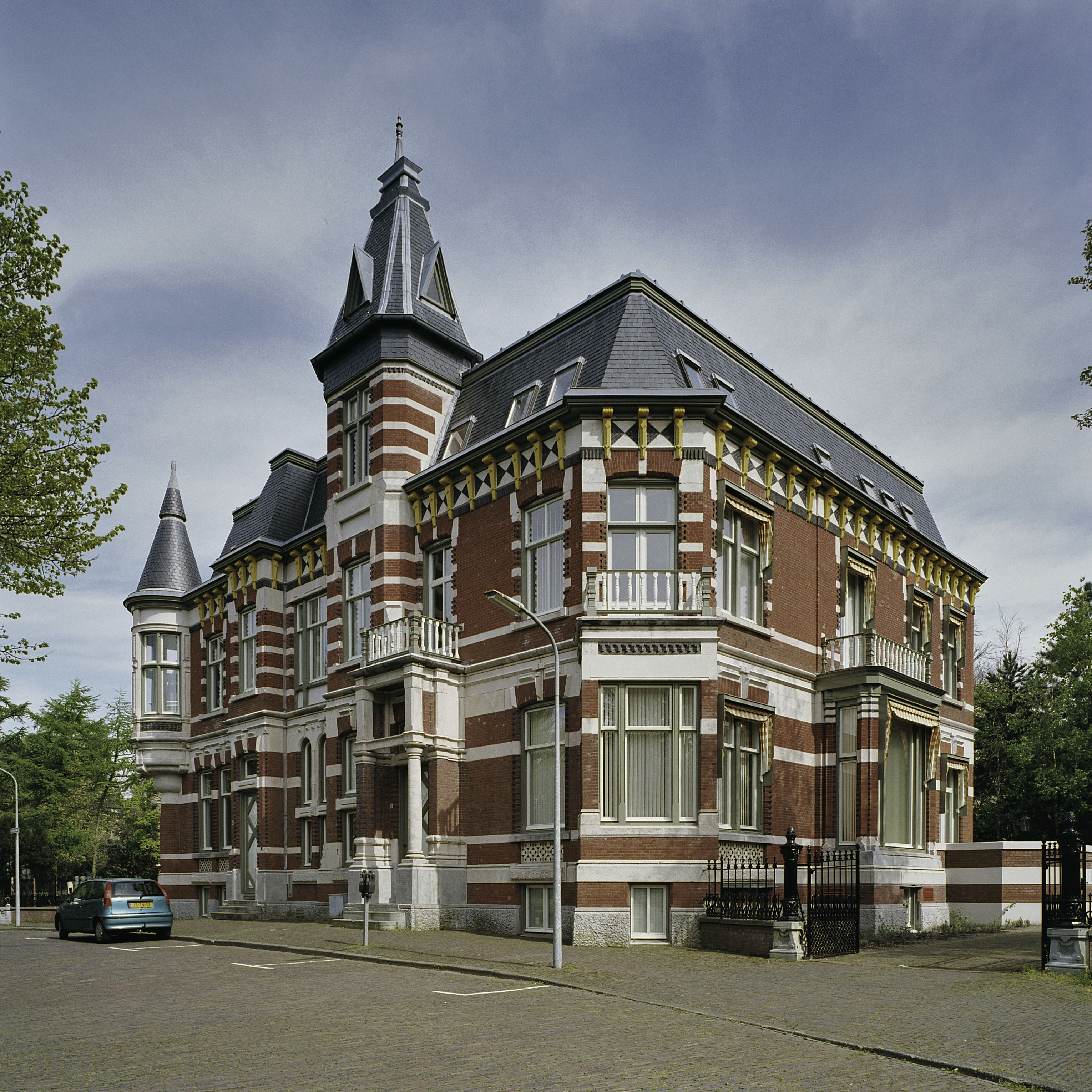
Florapark 10-11
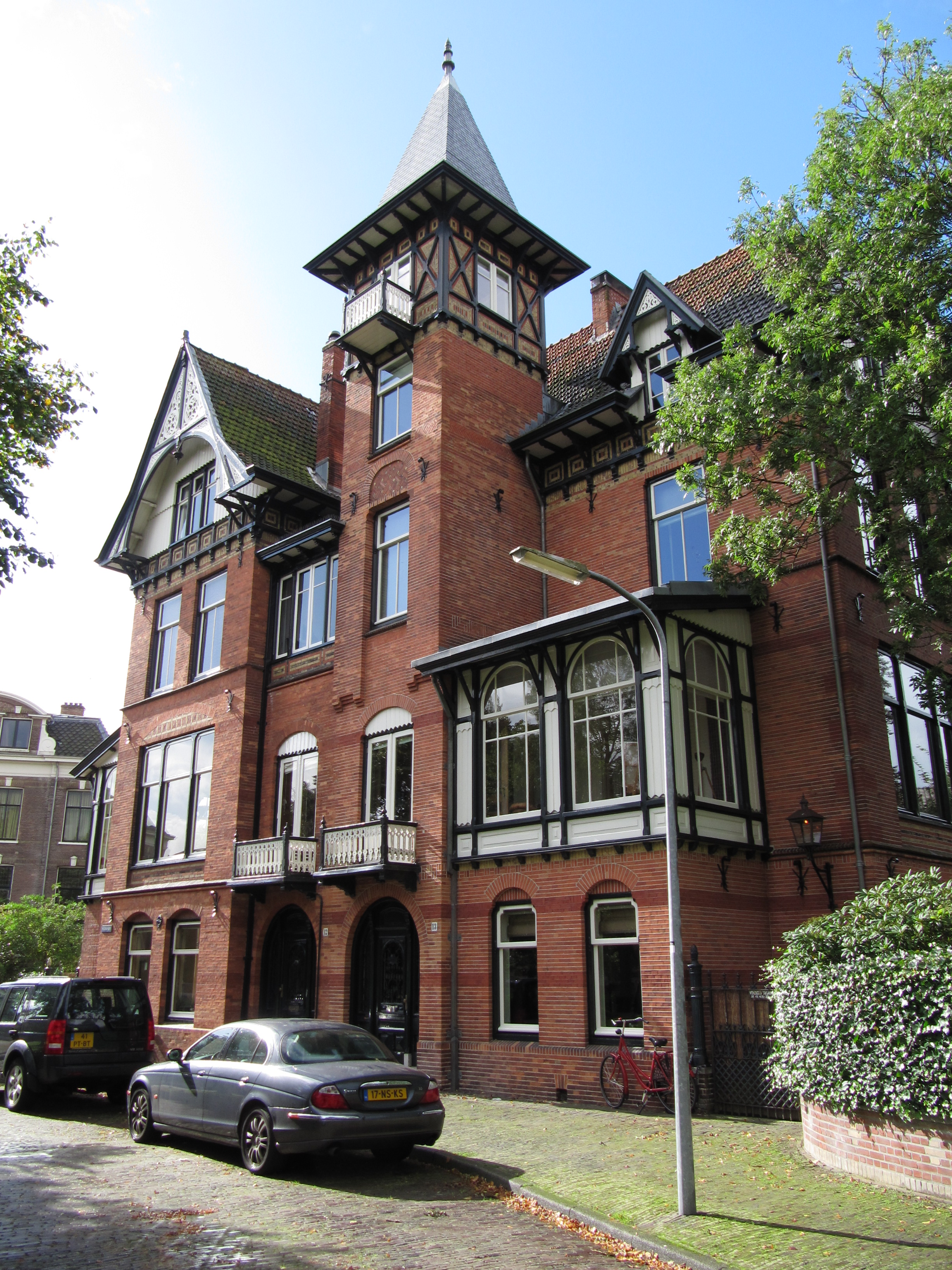
Florapark 12-13
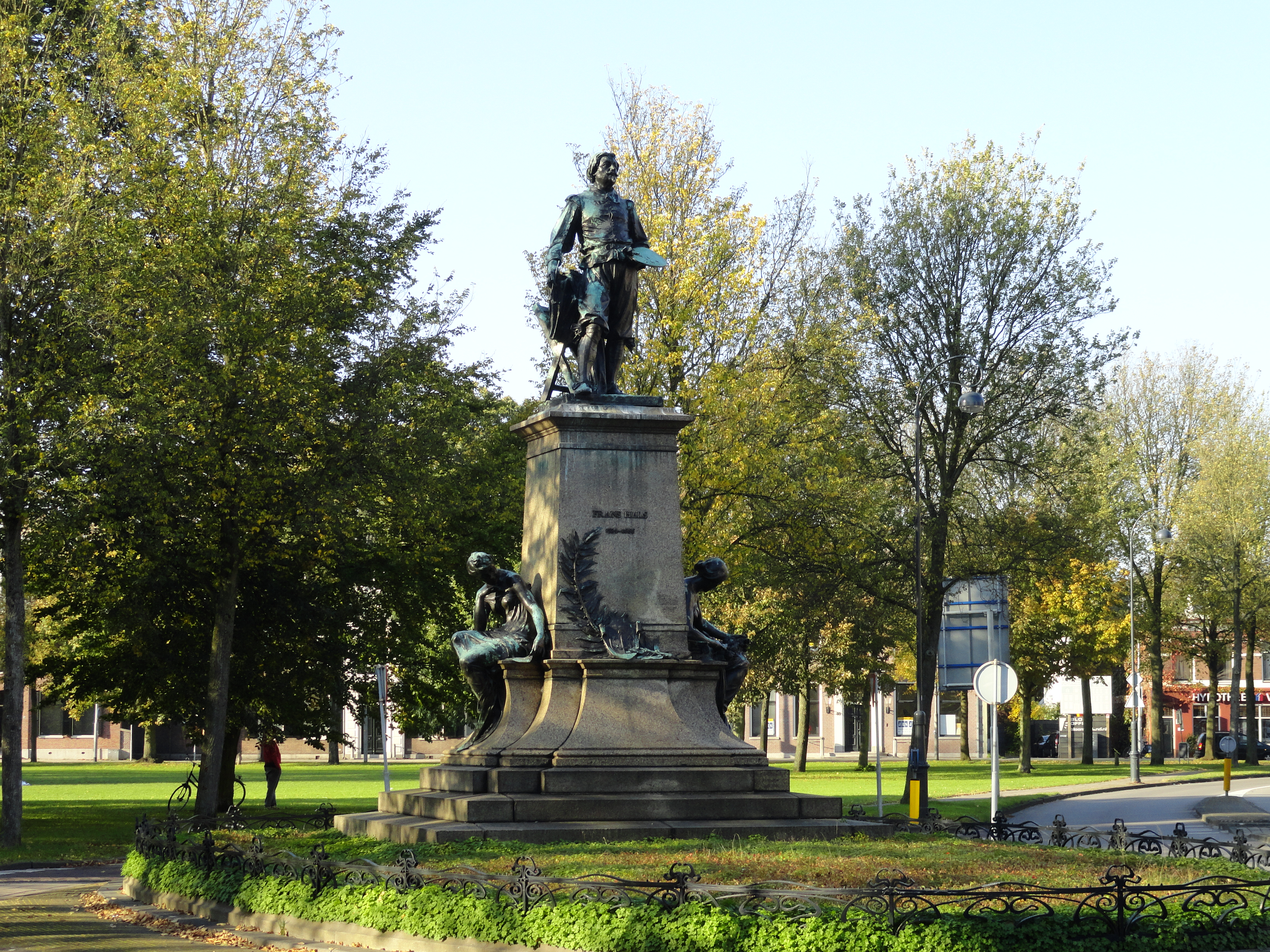
Het Standbeeld van Frans Hals in het park